# Regiunea Keihin
Regiunea Keihin (keihin chihō 京浜地方) se referă la orașele japoneze Tokio, Kawasaki și Yokohama. 
Termenul, neoficial, este folosit mai ales ca nume pentru aceste orașe ca regiune industrială. Cuvântul se compune din al doilea kanji din numele Tokio, (京), care poate fi citit kyō sau kei, și al doilea kanji din numele Yokohama, (浜), care poate fi citit hin sau hama.
Regiunea Keihin face parte din regiunea Kantō.